# Kauman (Comal)
Kauman is een bestuurslaag in het regentschap Pemalang van de provincie Midden-Java, Indonesië. Kauman telt 5695 inwoners (volkstelling 2010).